# Ácido hipofluoroso
Ácido hipofluoroso é um composto químico com fórmula HFO. É um intermediário na oxidação da água por flúor, o qual produz HF e oxigénio.
Trata-se do único ácido hipoalogenoso que pode ser isolado como um sólido.
O HOF é explosivo, decompondo-se em oxigénio e HF.

## Características
O composto foi estudado na fase sólida por meio da cristalografia de raios-x como uma molécula com um ângulo de 101°. As ligações de O-F e O-H são, respectivamente, de 1.442 e 96.4 pn. A estrutura sólida consiste em cadeias com ligações O-H---O. De notar que as medições na fase sólida diferem das da fase gasosa, as quais são mostradas na ilustração à direita.
O ácido hipofluoroso em acetonitrilo (gerado in situ fazendo passar flúor gasoso em acetonitrilo "húmido") funciona como agente transportador de oxigénio altamente eletrofílico.
Ao tratar fenantrolina com este reagente pôde-se obter o até então elusivo dióxido 1-10 fenantrolina, mais de 50 anos após a primeira tentativa mal sucedida.